# Arktyczna Nizina Nadbrzeżna
Arktyczna Nizina Nadbrzeżna (ang. Arctic Coastal Plain) – nizina w północnej części Alaski (Stany Zjednoczone), położona pomiędzy wybrzeżem Oceanu Arktycznego (mórz Beauforta i Czukockiego) a pasmem Gór Brooksa, na północ od koła podbiegunowego. Znajduje się w granicach okręgu administracyjnego North Slope.
Nizina rozciąga się z zachodu na wschód na długości ponad 600 km, z północy na południe – od 15 do 250 km. Wybrzeże przeważająco niskie (0–3 m n.p.m.), miejscami klifowe (do 15 m n.p.m.), teren wznosi się łagodnie w kierunku południowym, nie przekracza 200 m n.p.m. Teren pokryty wieczną zmarzliną, w okresie letnim – podmokły. W północnej części niziny występują liczne jeziora, termokras. Główną rzeką przepływającą przez nizinę jest Colville.
Największym miastem jest Utqiaġvik (dawniej Barrow). Występują tu złoża ropy naftowej i gazu ziemnego.